# NetBus
NetBus oz. Netbus je računalniški program za oddaljen nadzor nad sistemom Microsoft Windows, ki ga je marca 1998 napisal švedski programer Carl-Fredrik Neikter. Zaradi prikritega delovanja je postal široko uporabljen za pridobivanje nepooblaščenega dostopa do računalnikov nevednih uporabnikov, podobno kot prav tako priljubljeni Back Orifice, izdan nekaj mesecev kasneje.
Napisan je bil v jeziku Delphi in deluje v različicah Windows 95, Windows 98, Windows ME in Windows NT. Uporabnik ga je po navadi nevede namestil s tem, da je pognal izvršljivo datoteko s pripono .exe, misleč, da poganja nek drug program. Ob namestitvi se je NetBus skopiral v sistemsko mapo in spremenil register Windows da ga je pognal ob vsakem zagonu računalnika, hkrati pa zaščitil svoje datoteke pred spreminjanjem. Deloval je kot proces v ozadju (torej brez da bi bil viden v upravljalcu procesov) kot strežnik, ki je poslušal ukaze na privzetih vratih 12345 ali 12346. Upravljavec mu je pošiljal ukaze z drugim programom, ki je omogočal izvajanje različnih operacij, med njimi:
- beleženje tipkanja
- zajemanje slike zaslona
- zaganjanje drugih programov
- zaustavitev sistema
- brisanje datotek
- nalaganje datotek na žrtvin računalnik
- kopiranje datotek k upravljavcu
- snemanje zvoka preko nameščenega mikrofona

Programer ga je ustvaril za izvajanje potegavščin (»bus« je švedska beseda za potegavščino), je pa imela njegova uporaba tudi resne posledice. Leta 1999 je nekdo na računalnik Magnusa Erikssona, profesorja prava na Univerzi v Lundu, s pomočjo NetBusa naložil več tisoč slik z otroško pornografijo. Ko so Erikssonovi sodelavci to odkrili, je izgubil službo in bil sodno preganjan. Zadeva se je končala šele pet let kasneje, ko je uspel dokazati, da so njegov računalnik upravljali z NetBusom.
Danes NetBus ne predstavlja posebne grožnje, saj ne deluje v novejših različicah MS Windows, je vsak požarni zid zanj nepremostljiva prepreka in ga zazna velika večina protivirusnih programov.